# ريك مالوري
ريك مالوري (بالإنجليزية: Rick Mallory)‏ هو لاعب كرة قدم أمريكية أمريكي، ولد في 21 أكتوبر 1960 في رينتون في الولايات المتحدة.

## وصلات خارجية
- ريك مالوري على موقع مرجع كرة القدم المحترفة.كوم (الإنجليزية)